# Сидор Дмитро Дмитрович
Дмитро́ (Димитрій) Дми́трович Си́дор (нар. 29 березня 1955, Лецовиця, Мукачівський район, Закарпатська область, УРСР, СРСР) — український громадський, політичний та релігійний діяч русинського походження, голова Сойму підкарпатських русинів. Настоятель Хрестовоздвиженського собору (Мукачівська єпархія УПЦ МП).
2008 року проголосив незалежність «республіки Підкарпатська Русь». Засуджений у 2012 році за звинувачуванням у сепаратизмі.

## Біографія
Народився у Лецовиці в православній родині священника. У 1971—1976 навчався на фізичному факультеті Ужгородського університету, згодом навчався у Московській духовній семінарії, яку закінчив 1982 року. 1982—1990 — служив священником у Перечині, з 1990 року — в Ужгороді. У 1990—1992 роках був благочинним Ужгородського і Перечинського районів.
У 1994 році став одним з головних організаторів Ужгородської спілки Кирила і Мефодія. Був делегатом IV з'їзду псевдорусинів світу у Будапешті у 1999 році, і одним з організаторів V з'їзду в Ужгороді 2008 року. Дмитро був депутатом Закарпатської обласної ради, у 2002 (самовисуванець) та 2006 (у складі Блоку Наталії Вітренко) роках балотувався до Верховної Ради України. 1 грудня 2008 року. У Мінську Сидор проголосив незалежність «республіки Подкарпатська Русь». Відомий сепаратитськими й провокативними заявами, зокрема, щодо «геноциду русинів Україною».
За інформацією ЗМІ «Сойм підкарпатських русинів», яким керує Сидор, фінансувався російським урядовим фондом «Російський світ» (рос. «Русский мир»). За різними даними, діяльність Сидора фінансується Кремлем для дестабілізації ситуації в Закарпатті.
Сидор фігурує у листах Кіріла Фролова, директора Інституту країн СНД, прес-секретаря «Союзу православних громадян», до патріарха РПЦ Кіріла.
Діяльність Сидора не раз ставала предметом критики УПЦ МП, втім вона всіляко відхрещується від подібних закидів, наполягаючи на розмежуванні громадсько-політичної і церковної діяльності протоієрея:
|  | Церква не вітає участі священнослужителів в політичній боротьбі. Ми щиро молимось, щоб в протоієреї Димитрії пастирське перемогло над політичним.Оригінальний текст (рос.) Церковь не приветствует участия священнослужителей в политической борьбе. Мы искренне молимся, чтобы в протоиерее Димитрие пастырское возобладало над политическим. |

10 вересня 2019 року Президент Чехії Мілош Земан прийняв у Празькому Граді делегацію із семи осіб, які, за їхніми словами, «представляють інтереси русинів, які домагаються автономії в складі України». Прийом був символічно приурочений до сторіччя підписання Сен-Жерменського договору. У складі делегації був і священник УПЦ МП Дмитро Сидор, який раніше отримав умовний термін за посягання на територіальну цілісність України. Лідер закарпатських русинів Микола Бобинець на прес-конференції в Ужгороді зауважив, що дана делегація є членами фейкової організації, створеної ФСБ Росії.

## Кримінальні справи
2008 року за фактом діяльності «Сойму підкарпатських русинів» СБУ порушила проти Сидора кримінальну справу у зв'язку із «зазіханнями на територіальну цілісність України». Згодом справу було передано до суду. 19 лютого 2012 року Ужгородський міськрайонний суд за ч. 1 ст. 110 ККУ («посягання на територіальну цілісність і недоторканість України») присудив йому три роки позбавлення волі (умовно, з відтермінуванням на два роки) та штраф на 1840 грн.
14 березня 2023 року стосовно Сидора СБУ розпочали кримінальне провадження за частиною 1 статтею 161 ККУ (порушення рівноправності громадян залежно від їх расової, національної, регіональної належності, релігійних переконань, інвалідності та за іншими ознаками) Кримінального кодексу України. Кримінальне провадження було відкрите після того, як 14 грудня СБУ провела обшуки у Кафедральному соборі Воздвиження Чесного Хреста та церкві Покрови Пресвятої Богородиці в Ужгороді, де знайдено велику кількість пропагандистської літератури російських авторів, зокрема, прокремлівські книжки, в яких заперечується право України на незалежність.

## Родина
Має дві доньки — Ганну і Марію.